# Saint-Pierre-de-Bressieux
Saint-Pierre-de-Bressieux è un comune francese di 696 abitanti situato nel dipartimento dell'Isère della regione dell'Alvernia-Rodano-Alpi.

## Società

### Evoluzione demografica
Abitanti censiti